# Maria Rosa Riumbau
Maria Rosa Riumbau (Barcelona, 1943) és una jugadora de tennis de taula catalana.
Es formà al Club Putxet, filial del Club Tennis Barcino amb el qual competí esportivament. Posteriorment, competí amb el Club Ariel i el Club Mayda. Es proclama campiona d'Espanya en vuit ocasions, dos d'individual (1965, 1968), una de dobles (1964, fent parella amb Montserrat Guiamet) i tres de dobles mixtos (1964, 1965, 1966). També guanyà el campionat d'Espanya per equips amb el CT Barcino (1964) i l'Ariel (1965). A nivell provincial, aconseguí vuit títols de campiona de Barcelona, dos en individual (1965, 1967), tres de dobles (1965, 1966, 1970), dos de dobles mixtos (1966, 1968) i un per equips (1964). Internacional amb la selecció espanyola en més de vint ocasions, participà al Campionat del Món de 1967 i al d'Europa de 1966 i 1968. Es retirà esportivament al final de la temporada 1967-68.